# Pratval
Pratval is een plaats en voormalige gemeente in het Zwitserse kanton Graubünden en maakt deel uit van het district Hinterrhein.
Pratval telt 250 inwoners. In 2015 is de gemeente samen met de andere gemeenten Almens, Paspels, Rodels en Tomils gefuseerd tot de gemeente Domleschg.